# Long Ben (bande dessinée)
 (janvier 2023).
Si vous disposez d'ouvrages ou d'articles de référence ou si vous connaissez des sites web de qualité traitant du thème abordé ici, merci de compléter l'article en donnant les références utiles à sa vérifiabilité et en les liant à la section « Notes et références ».
Long Ben est une série de bande dessinée scénarisée par Sabine Vergoz-Thirel et dessinée par Olivier Giraud, des auteurs de l'île de La Réunion, département d'outre-mer français dans le sud-ouest de l'océan Indien. Composée de deux albums, le premier paru en 2009, le second en 2011, elle est publiée par les éditions Orphie. Leur protagoniste est Henry Avery, pirate surnommé Long Ben.

## Albums
1. Cap au sud, 2009  (ISBN 978-2877635004)
2. Île Bourbon, 2011  (ISBN 978-2877636537)